# Human (sång)
Human är en sång som sjöngs in på skiva av gruppen The Killers. Den blev en stor framgång för dem. Året var 2008, och albumet hette Day & Age. Den debuterade i Zane Lowes kvällsprogram i BBC Radio 1 den 22 september 2008, och släpptes digitalt den 30 september samma år.
Som singel blev den gruppens tredje att toppa  Storbritanniens lista. Den blev deras första topp 10-hit i Nederländerna (#2). Den släpptes på 7-inch-skiva världen över i november samma år, B-sidan hette "A Crippling Blow".

## Låtlista
7", vinylsingel
1. "Human" – 4:09
2. "A Crippling Blow" – 3:37

Begränsad version, 12" vinylsingel
1. "Human" – 4:09
2. "A Crippling Blow" – 3:37

Europeiskl cardsleevesingel
1. "Human" – 4:09
2. "A Crippling Blow" – 3:37

CD, Tyskland
1. "Human" - 4:09
2. "A Crippling Blow" – 3:37
3. "Human (Armin van Buuren Club Remix)" - 8:11
4. "Human (Video Clip)" - Enhanced CD

| iTunes, remix-EP 1. "Human (Armin van Buuren Radio Remix)" - 3:47 2. "Human (Ferry Corsten Radio Remix)" - 4:26 3. "Human (Pink Noise Radio Edit)" - 4:06 4. "Human (Armin Van Buuren Club Remix)" - 8:11 5. "Human (Ferry Corsten Club Remix)" - 6:53 Remixe, promo-CD 1. "Human (Armin van Buuren Radio Remix)" - 3:47 2. "Human (Ferry Corsten Radio Remix)" - 4:26 3. "Human (Thin White Duke Edit)" - 5:27 4. "Human (Pink Noise Radio Edit)" - 4:06 5. "Human (Armin Van Buuren Club Remix)" - 8:11 6. "Human (Ferry Corsten Club Remix)" - 6:53 7. "Human (Thin White Duke Club Mix)" - 8:03 8. "Human (Ocelot Remix)" - 4:30 9. "Human (Armin van Buuren Dub Remix)" - 7:25 10. "Human (Ferry Corsten Dub Remix)" - 6:26 11. "Human (Thin White Duke Dub)" - 7:45 12. "Human (Pink Noise Dub)" - 7:08 |

## Listplaceringar
| Lista (2008)                     | Högsta Placering |
| -------------------------------- | ---------------- |
| Australien (ARIA Singles Chart)  | 28               |
| Österrike (Top 40)               | 6                |
| Canadian Hot 100                 | 9                |
| Tysklands singellista            | 4                |
| Ungerns spellista                | 12               |
| Israels singellista              | 1                |
| Italiens singellista             | 6                |
| Nya Zeelands singellista         | 17               |
| Norges singellista               | 1                |
| Rumäniens singellista            | 7                |
| Spaniens singellista             | 11               |
| Schweiz singellista              | 7                |
| Storbritanniens singellista      | 3                |
| U.S. Billboard Hot 100           | 32               |
| US Billboard Hot Dance Club Play | 1                |
| US Billboard Pop 100             | 39               |
| Lista (2009)                     | Högsta placering |
| Österrikes singellista           | 71               |
| Belgiens singellista             | 15               |
| Danmarks singellista             | 5                |
| Nederländernas singellista       | 2                |

### Årslistor
| Lista (2008)          | Högsta placering |
| --------------------- | ---------------- |
| Tysklands singellista | 75               |

| Lista (2009)                     | Högsta placering |
| -------------------------------- | ---------------- |
| Tysklands singellista            | 21               |
| Ungerns singellista              | 48               |
| Italiens singellista             | 19               |
| Schweiz singellista              | 34               |
| Storbritanniens singellista      | 58               |
| US Billboard Hot Dance Club Play | 35               |

#### Decenniumlistor
| Lista (2000–2009)           | Högsta placering |
| --------------------------- | ---------------- |
| Storbritanniens singellista | 87               |

## Priser och utmärkelser
| År   | Ceremoni               | Pris                                  | Resultat  |
| ---- | ---------------------- | ------------------------------------- | --------- |
| 2009 | MuchMusic Video Awards | Bästa video (internationellt) - grupp | Nominerad |

### Försäljningssiffror och certifiering
| Land           | Certifiering | Försäljningssiffror |
| -------------- | ------------ | ------------------- |
| Danmark        | Platina      | 15 000+             |
| Tyskland       | Guld         | 150 000+            |
| Nya Zeeland    | Guld         | 7 500+              |
| Sverige        | Guld         | 10 000+             |
| Storbritannien | Guld         | 400 000+            |
| USA            | Platina      | 1 000 000+          |

### Fotnoter
1. ↑  ”The Killers' new album details revealed - exclusive”. NME. 15 september 2008. Arkiverad från originalet den 18 september 2008. https://web.archive.org/web/20080918005545/http://www.nme.com/news/the-killers/39721. Läst 15 september 2008.
2. ↑  Steffen Hung. ”The Killers - Human (Song)”. Australian-charts.com. http://australian-charts.com/showitem.asp?interpret=The+Killers&titel=Human&cat=s. Läst 18 augusti 2011.
3. ↑  Austrian singles Chart
4. ↑  ”Canadian Hot 100”. http://www.billboard.com/bbcom/charts/chart_display.jsp?JSESSIONID=J5b8JFBdQCjKzFFGwcPsQmFKh35y3nTvNJyKL2GgBM7Qj3TMLQWL!426643772&f=Canadian+Hot+100&pageNumber=Top+11-50&g=Singles. Läst 21 december 2008.
5. ↑  "Chartverfolgung / Killers, The / Single Arkiverad 11 oktober 2012 hämtat från the Wayback Machine.
6. ↑  ”Hungarian Airplay Chart 2009. 7. hét”. http://www.mahasz.hu/?menu=slagerlistak&menu2=archivum&lista=radios&ev=2009&het=7&submit_=Keres%E9s. Läst 12 juni 2010.
7. ↑  ”Media Forest: Airplay chart”. mediaforest.biz. Arkiverad från originalet den 4 augusti 2012. https://archive.is/20120804170305/http://www.mediaforest.biz/WeeklyCharts/HistoryWeeklyCharts.aspx?year=2009&week=01.
8. ↑  Steffen Hung. ”The Killers - Human (Song)”. Italiancharts.com. http://italiancharts.com/showitem.asp?interpret=The+Killers&titel=Human&cat=s. Läst 18 augusti 2011.
9. ↑  "The Killers - Human (Song) Arkiverad 17 september 2011 hämtat från the Wayback Machine.". Charts.org.nz. läst 4 december 2008.
10. ↑  "The Killers - Human (Song)". Norwegiancharts.com. Läst 4 december 2008.
11. ↑  Romanian Top 100 Arkiverad 6 mars 2009 hämtat från the Wayback Machine. Retrieved on February 26, 2009.
12. ↑  ”The Killers - Human” (på engelska). spanishcharts.com. http://www.spanishcharts.com/showitem.asp?interpret=The+Killers&titel=Human&cat=s. Läst 7 maj 2016.
13. ↑  Steffen Hung. ”Die Offizielle Schweizer Hitparade und Music Community”. hitparade.ch. Arkiverad från originalet den 26 december 2005. https://web.archive.org/web/20051226105846/http://www.hitparade.ch/. Läst 11 april 2010.
14. ↑  "Human". Chart Stats. Läst 4 december 2008.
15. 1 2 3  "[Human på Allmusic (engelska) The Killers > Chart History > Billboard Singles]". Allmusic. Läst 4 december 2008.
16. ↑  The Killers - Human (Nummer)". Ultratop.be (in Dutch). Läst 19 januari 2009.
17. ↑  "The Killers - Human (Song) Arkiverad 20 december 2008 hämtat från the Wayback Machine.". Danishcharts.com. Läst 19 januari 2009.
18. ↑  "De Nederlandse Top 40 (Week 4, 2009)". Radio538.nl. Läst 24 januari 2009.
19. ↑  Single Jahrescharts 2008
20. ↑  Single Jahrescharts 2009 mtv.de
21. ↑  ”Éves összesített listák - MAHASZ Rádiós TOP 100 (súlyozott)”. Mahasz. Mahasz. http://www.mahasz.hu/?menu=slagerlistak&menu2=eves_osszesitett_listak&id=radios&ev=2009.
22. ↑  ”FIMI - Federazione Industria Musicale Italiana - Ricerche e dati di mercato”. Fimi.it. 19 januari 2010. Arkiverad från originalet den 23 januari 2010. https://web.archive.org/web/20100123194509/http://www.fimi.it/dett_ddmercato.php?id=47. Läst 18 december 2010.
23. ↑  ”2009 Year End Swiss Singles Chart”. Swiss Music Charts. 2009. Arkiverad från originalet den 2 oktober 2011. https://www.webcitation.org/query?url=http%3A%2F%2Fswisscharts.com%2Fyear.asp%3Fkey%3D2009&date=2011-10-02. Läst 16 juli 2010.
24. ↑  ”Charts Plus Year end 2009” (PDF). Charts Plus. http://www.ukchartsplus.co.uk/UKChartsPlusYE2009.pdf. Läst 19 juli 2010.
25. ↑  ”Billboard.BIZ”. Billboard.BIZ. http://www.billboard.biz/bbbiz/charts/yearendcharts/2009/hot-dance-club-play-songs. Läst 18 augusti 2011.
26. ↑  Radio 1 Chart of the Decade, presenterad av Nihal tisdag, 29 december 2009
27. ↑  ”Hitlisten.NU”. Hitlisterne.dk. Arkiverad från originalet den 27 september 2012. https://web.archive.org/web/20120927132112/http://www.hitlisterne.dk/hl07/tracklisten.asp?w=9&y=2009&list=t40. Läst 11 april 2010.
28. ↑  ”Gold-/Platin-Datenbank (The Killers; 'Human')” (på German). Gold-/Platin-Datenbank (The Killers; 'Human'). Bundesverband Musikindustrie. http://www.musikindustrie.de/gold_platin_datenbank/?action=suche&strTitel=Human&strInterpret=The+Killers&strTtArt=alle&strAwards=checked. Läst 11 april 2010.
29. ↑  New Zealand RIANZ Gold Certification
30. ↑  ”Guld & Platina | ifpi”. Ifpi.se. Arkiverad från originalet den 27 maj 2012. https://archive.is/20120527032307/http://www.ifpi.se/?page_id=67. Läst 11 april 2010.
31. ↑  ”Arkiverade kopian”. Arkiverad från originalet den 24 september 2009. https://web.archive.org/web/20090924015932/http://www.bpi.co.uk/certifiedawards/search.aspx. Läst 8 februari 2012.
32. ↑  ”Gold & Platinum The Killers”. Recording Industry Association of America. https://www.riaa.com/gold-platinum/?tab_active=default-award&se=The+Killers#search_section. Läst 2 september 2022.